# Gwladys Épangue
Gwladys Patience Épangue (* 15. August 1983 in Clichy) ist eine französische Taekwondoin.
Sie begann ihren Sport im Alter von elf Jahren und startete für den Verein La Courneuve Taekwondo Club. Ihren ersten internationalen Erfolg feierte Épangue bei der Europameisterschaft 2000 in Patras, wo sie in der Gewichtsklasse bis 55 Kilogramm das Finale erreichte und Silber gewann. Bei der Europameisterschaft 2002 in Samsun und 2004 in Lillehammer gewann sie jeweils den Titel. Épangue qualifizierte sich für die Olympischen Spiele in Athen, schied dort jedoch in ihrem Auftaktkampf aus. Seit dem Jahr 2005 startet Épangue in der höheren Gewichtsklasse bis 67 Kilogramm. Bei der Europameisterschaft in Riga gewann sie ihren dritten EM-Titel, bei der Weltmeisterschaft in Madrid errang sie mit Silber ihre erste WM-Medaille. Auch in den Jahren 2006 bis 2008 gewann sie jeweils eine Silbermedaille bei den Europa- und Weltmeisterschaften.
Ihren sportlich bislang größten Erfolg feierte Épangue bei den Olympischen Spielen 2008 in Peking. Sie erreichte das Halbfinale und verlor dort gegen Hwang Kyung-seon, gewann aber im kleinen Finale gegen Tina Morgan die Bronzemedaille. Bei der Weltmeisterschaft 2009 in Kopenhagen und in ihrer neuen Gewichtsklasse bis 73 Kilogramm 2011 in Gyeongju wurde sie jeweils Weltmeisterin. Der Titelgewinn im Jahr 2009 war die erste WM-Goldmedaille einer französischen Taekwondoin.
Beim internationalen Qualifikationsturnier im Juli 2011 in Baku konnte sich Épangue in der Gewichtsklasse über 67 Kilogramm für ihre dritten Olympischen Spiele in London qualifizieren, zog sich jedoch aufgrund einer Verletzung zurück.